# Coup d'État de 1978 en Mauritanie
Le coup d'État de 1978 en Mauritanie est un coup d'État militaire sans effusion de sang survenu en Mauritanie le 10 juillet 1978,.

## Déroulement
Le coup d'État, dirigé par le Chef d'état-major de l'armée, le colonel Moustapha Ould Mohamed Saleck, qui commandait un groupe d'officiers de l'armée nationale, a renversé le président Moktar Ould Daddah, qui dirigeait le pays depuis l'indépendance de la France en 1960. Le principal motif du coup d'État était la participation de Daddah à la guerre du Sahara occidental (à partir de 1975) et la ruine de l'économie mauritanienne qui en a résulté. 
Après le coup d'État, Saleck avait assumé la présidence d'une junte militaire nouvellement formée, le Comité militaire pour le redressement national (CMRN) composé de 20 membres.
Des informations provenant de la capitale Nouakchott ont indiqué qu'aucune fusillade n'avait été entendue dans la ville et qu'aucune victime n'avait été annoncée. Le coup s'est donc fait sans violence.
Après une période d'emprisonnement, Ould Daddah a été autorisé à s'exiler en France en août 1979 et a été autorisé à retourner en Mauritanie le 17 juillet 2001.